# El Salvador (Messico)
El Salvador è una municipalità dello stato di Zacatecas, nel Messico centrale, il cui capoluogo è la località omonima.
Conta 2.710 abitanti (2010) e ha una estensione di 653,80 km².
Il nome della municipalità è dedicato al Salvatore, epiteto di Gesù Cristo nel cristianesimo.